# 聂向
聂向，是达赖或班禅行宫下设的一个官职，负责达赖、班禅、驻藏大臣和重要外国客人往来招待，充当向导的官员。

### 出处
1. ↑  《清史稿》卷一百一十七職官志